# Parazoanthus anguicomus
Parazoanthus anguicomus är en korallart som först beskrevs av Norman 1868.  Parazoanthus anguicomus ingår i släktet Parazoanthus och familjen Parazoanthidae. Inga underarter finns listade i Catalogue of Life.